# Йехавмилк
Йехавмилк (Йехимилк; финик. Yeḫaw-milk) — царь Библа в середине V века до н. э.

## Биография
Йехавмилк известен только из надписи, сделанной по его повелению на стеле, посвящённой финикийской богине Баалат-Гебал. В настоящее время эта стела находится в Лувре. Надпись сообщает о восстановительных работах, сделанных в храме богини Баалат-Гебал стараниями Йехавмилка. В тексте он назван правителем Библа, сыном Йехарбаала и внуком Урумилка II.
Предполагается, что Йехавмилк властвовал над Библом в середине V века до н. э., став преемником Йехарбаала. О правлении Йехавмилка в древних исторических источниках сохранилось очень мало свидетельств. В том числе, известно, что в то время Библ, также как и другие города Финикии, подчинялся верховной власти правителей Ахеменидской державы. При Йехавмилке в Библе начали изготовлять собственные монеты. На них чеканились крылатые сфинксы, ястребы и лотосы. Эти же предметы изображены и на одном саркофаге, надпись на котором датируется приблизительно концом V века до н. э. Возможно, именно в нём был похоронен царь Йехавмилк.
Кто был преемником Йехавмилка на престоле, достоверных сведений нет, так как о большинстве последующих библских правителей персидского периода известно только по нумизматическим данным. Следующим после Йехавмилка царём Библа, упоминающимся в источниках, был Палтибаал (возможно, его родственник), деятельность которого относится к концу V — началу IV века до н. э.

## Комментарии
1. ↑  Так как в надписи Йехарбаал в отличие от отца и сына не упомянут с титулом «царь», то существует мнение, что он мог быть только соправителем своего отца Урумилка II[3].